# Franky Van der Elst
Franky Van der Elst (født 30. april 1961 i Opwijk, Belgien) er en tidligere belgisk fodboldspiller og nuværende træner, der spillede som midtbanespiller hos de belgiske klubber Racing White Molenbeek samt Club Brugge. Hans karriere strakte sig fra 1978 til 1999.
Med Club Brugge blev Van der Elst fem gange belgisk mester og tre gange pokalvinder. Han blev i 2004 udvalgt til FIFA 100, en kåring af de 125 bedste nulevende fodboldspillere gennem historien. Desuden blev han to gange, i 1990 og 1996 kåret til Belgiens bedste fodboldspiller.

## Landshold
Van der Elst nåede i løbet af sin karriere at spille 86 kampe og score ét mål for Belgiens landshold, hvilket giver ham landskampsrekorden i landet. Han repræsenterede sit land i årene mellem 1984 og 1998, og var en del af trupperne til VM i 1986, VM i 1990, VM i 1994 og VM i 1998.

## Titler
Belgisk mesterskab
- 1988, 1990, 1992, 1996 og 1998 med Club Brugge

Belgisk pokaltitel
- 1991, 1995 og 1996 med Club Brugge